# ベンヤミン・シェシュコ
ベンヤミン・シェシュコ（スロベニア語: Benjamin Šeško、2003年5月31日 - ）は、スロベニア・ラデチェ出身の同国代表サッカー選手。プレミアリーグ・マンチェスター・ユナイテッドFC所属。ポジションはフォワード。
ガーディアン紙のネクスト・ジェネレーション2020に選出された。翌年6月には18歳1日という若さでスロベニアA代表初出場を記録し最年少出場記録、さらに10月に18歳4か月8日の最年少得点記録も樹立した。

## クラブ歴
ラデチェに生まれ、地元のNKラデチェでサッカーを始めた。2019年6月3日にレッドブル・ザルツブルクと3年契約を締結しプロとなった。7月26日にセカンドチームのFCリーフェリングの2.ブンデスリーガでカリム・アデイェミに代わって途中出場しプロ初出場を記録した。9月14日の試合でプロ初得点を記録した。2021年1月30日のオーストリア・ブンデスリーガでパトソン・ダカに代わって投入されトップチーム初出場を記録した。
2022年8月9日、2023年夏にライプツィヒへ5年契約での加入が内定したことが発表された。
2025年8月9日、マンチェスター・ユナイテッドFCへの移籍が決定。契約は2030年6月30日までの5年間。

## 代表歴
スロベニア代表としてはU-15代表から選出されている。
2021年6月1日に行われた北マケドニア代表との親善試合に18歳1日で出場しペタル・ストヤノヴィッチの持っていた最年少記録を塗り替えた。同年10月8日の2022 FIFAワールドカップ・ヨーロッパ予選グループH・マルタ代表戦で代表初得点を記録、18歳4か月8日でこれも最年少得点記録となった。
A代表入り後すぐにレギュラーへ定着し、UEFA EURO 2024予選ではチームトップとなる5ゴールを挙げてUEFA EURO 2000以来となる本大会出場に大きく貢献した。
UEFA EURO 2024に選出

## 個人成績

### クラブ
2023-24シーズン終了時点
| クラブ                   | シーズン     | リーグ戦                    | リーグ戦 | リーグ戦 | 国内カップ | 国内カップ | 国際大会 | 国際大会 | その他 | その他 | 合計 | 合計 |
| クラブ                   | シーズン     | ディビジョン                | 出場     | 得点     | 出場       | 得点       | 出場     | 得点     | 出場   | 得点   | 出場 | 得点 |
| ------------------------ | ------------ | --------------------------- | -------- | -------- | ---------- | ---------- | -------- | -------- | ------ | ------ | ---- | ---- |
| リーフェリング           | 2019-20      | 2. ブンデスリーガ           | 15       | 1        | -          | -          | -        | -        | -      | -      | 15   | 1    |
| リーフェリング           | 2020-21      | 2. ブンデスリーガ           | 29       | 21       | -          | -          | -        | -        | -      | -      | 29   | 21   |
| リーフェリング           | 通算         | 通算                        | 44       | 22       | -          | -          | -        | -        | -      | -      | 44   | 22   |
| レッドブル・ザルツブルク | 2020-21      | オーストリア ブンデスリーガ | 1        | 0        | 0          | 0          | 0        | 0        | 0      | 0      | 1    | 0    |
| レッドブル・ザルツブルク | 2021-22      | オーストリア ブンデスリーガ | 24       | 5        | 5          | 5          | 8        | 1        | -      | -      | 37   | 11   |
| レッドブル・ザルツブルク | 2022-23      | オーストリア ブンデスリーガ | 30       | 16       | 4          | 2          | 7        | 0        | -      | -      | 41   | 18   |
| レッドブル・ザルツブルク | 通算         | 通算                        | 55       | 21       | 9          | 7          | 15       | 1        | -      | -      | 79   | 29   |
| RBライプツィヒ           | 2023-24      | ドイツ ブンデスリーガ       | 31       | 14       | 2          | 2          | 8        | 2        | 1      | 0      | 42   | 18   |
| キャリア通算             | キャリア通算 | キャリア通算                | 130      | 57       | 11         | 9          | 23       | 3        | 1      | 0      | 165  | 69   |

### 代表
試合数
2024年6月8日現在
- 国際Aマッチ 29試合11得点（2021年 - ）

| スロベニア代表 | 国際Aマッチ | 国際Aマッチ |
| 年             | 出場        | 得点        |
| -------------- | ----------- | ----------- |
| 2021           | 7           | 1           |
| 2022           | 10          | 4           |
| 2023           | 9           | 5           |
| 2024           | 3           | 1           |
| 通算           | 29          | 11          |

得点
| #  | 開催日         | 開催地                                 | 対戦国         | スコア | 結果 | 大会                          |
| -- | -------------- | -------------------------------------- | -------------- | ------ | ---- | ----------------------------- |
| 1  | 2021年10月8日  | タ・カリ、ナショナル・スタジアム       | マルタ         | 0-4    | 0-4  | 2022 FIFAワールドカップ・予選 |
| 2  | 2022年6月12日  | リュブリャナ、スタディオン・ストジツェ | セルビア       | 2-2    | 2-2  | UEFAネーションズリーグ2022-23 |
| 3  | 2022年9月24日  | リュブリャナ、スタディオン・ストジツェ | ノルウェー     | 2-1    | 2-1  | UEFAネーションズリーグ2022-23 |
| 4  | 2022年9月27日  | ソルナ、フレンズ・アレーナ             | スウェーデン   | 0-1    | 1-1  | UEFAネーションズリーグ2022-23 |
| 5  | 2022年11月17日 | クルジュ＝ナポカ、クルジュ・アレナ     | ルーマニア     | 0-1    | 1-2  | 親善試合                      |
| 6  | 2023年3月28日  | リュブリャナ、スタディオン・ストジツェ | サンマリノ     | 1-0    | 2-0  | UEFA EURO 2024予選            |
| 7  | 2023年9月7日   | リュブリャナ、スタディオン・ストジツェ | 北アイルランド | 3-1    | 4-2  | UEFA EURO 2024予選            |
| 8  | 2023年10月14日 | リュブリャナ、スタディオン・ストジツェ | フィンランド   | 1-0    | 3-0  | UEFA EURO 2024予選            |
| 9  | 2023年10月14日 | リュブリャナ、スタディオン・ストジツェ | フィンランド   | 2-0    | 3-0  | UEFA EURO 2024予選            |
| 10 | 2023年11月20日 | リュブリャナ、スタディオン・ストジツェ | カザフスタン   | 1-0    | 2-1  | UEFA EURO 2024予選            |
| 11 | 2024年3月21日  | タ・カリ、ナショナル・スタジアム       | マルタ         | 2-2    | 2-2  | 親善試合                      |

## タイトル

### クラブ
レッドブル・ザルツブルク
- オーストリア・ブンデスリーガ : 3回 (2020-21, 2021-22, 2022-23)
- オーストリア・カップ : 1回 (2021-22)

RBライプツィヒ
- DFLスーパーカップ : 1回 (2023)